# J. Walter Kennedy Citizenship Award
De J. Walter Kennedy Citizenship Award is een jaarlijkse prijs die door de NBA werd uitgereikt vanaf 1975 aan de speler, coach of manager die zich het meest heeft beziggehouden met vrijwilligers- en liefdadigheidswerk het afgelopen seizoen. De prijs is genoemd naar de NBA-commissaris J. Walter Kennedy en wordt uitgereikt door journalisten die dicht bij de NBA staan en verslag uitbrengen.

## Erelijst
| Seizoen | Winnaar          | Nationaliteit       | Club                   |
| ------- | ---------------- | ------------------- | ---------------------- |
| 1974/75 | Wes Unseld       | Verenigde Staten    | Washington Bullets     |
| 1975/76 | Slick Watts      | Verenigde Staten    | Seattle SuperSonics    |
| 1976/77 | Dave Bing        | Verenigde Staten    | Washington Bullets     |
| 1977/78 | Bob Lanier       | Verenigde Staten    | Detroit Pistons        |
| 1978/79 | Calvin Murphy    | Verenigde Staten    | Houston Rockets        |
| 1979/80 | Austin Carr      | Verenigde Staten    | Cleveland Cavaliers    |
| 1980/81 | Mike Glenn       | Verenigde Staten    | New York Knicks        |
| 1981/82 | Kent Benson      | Verenigde Staten    | Detroit Pistons        |
| 1982/83 | Julius Erving    | Verenigde Staten    | Philadelphia 76ers     |
| 1983/84 | Frank Layden     | Verenigde Staten    | Utah Jazz              |
| 1984/85 | Dan Issel        | Verenigde Staten    | Denver Nuggets         |
| 1985/86 | Michael Cooper   | Verenigde Staten    | Los Angeles Lakers     |
| 1985/86 | Rory Sparrow     | Verenigde Staten    | New York Knicks        |
| 1986/87 | Isiah Thomas     | Verenigde Staten    | Detroit Pistons        |
| 1987/88 | Alex English     | Verenigde Staten    | Denver Nuggets         |
| 1988/89 | Thurl Bailey     | Verenigde Staten    | Utah Jazz              |
| 1989/90 | Doc Rivers       | Verenigde Staten    | Atlanta Hawks          |
| 1990/91 | Kevin Johnson    | Verenigde Staten    | Phoenix Suns           |
| 1991/92 | Magic Johnson    | Verenigde Staten    | Los Angeles Lakers     |
| 1992/93 | Terry Porter     | Verenigde Staten    | Portland Trail Blazers |
| 1993/94 | Joe Dumars       | Verenigde Staten    | Detroit Pistons        |
| 1994/95 | Joe O'Toole      | Verenigde Staten    | Atlanta Hawks          |
| 1995/96 | Chris Dudley     | Verenigde Staten    | Portland Trail Blazers |
| 1996/97 | P. J. Brown      | Verenigde Staten    | Miami Heat             |
| 1997/98 | Steve Smith      | Verenigde Staten    | Atlanta Hawks          |
| 1998/99 | Brian Grant      | Verenigde Staten    | Portland Trail Blazers |
| 1999/00 | Vlade Divac      | Servië              | Sacramento Kings       |
| 2000/01 | Dikembe Mutombo  | Congo-Kinshasa      | Philadelphia 76ers     |
| 2001/02 | Alonzo Mourning  | Verenigde Staten    | Miami Heat             |
| 2002/03 | David Robinson   | Verenigde Staten    | San Antonio Spurs      |
| 2003/04 | Reggie Miller    | Verenigde Staten    | Indiana Pacers         |
| 2004/05 | Eric Snow        | Verenigde Staten    | Cleveland Cavaliers    |
| 2005/06 | Kevin Garnett    | Verenigde Staten    | Minnesota Timberwolves |
| 2006/07 | Steve Nash       | Canada              | Phoenix Suns           |
| 2007/08 | Chauncey Billups | Verenigde Staten    | Detroit Pistons        |
| 2008/09 | Dikembe Mutombo  | Congo-Kinshasa      | Houston Rockets        |
| 2009/10 | Samuel Dalembert | Canada              | Philadelphia 76ers     |
| 2010/11 | Ron Artest       | Verenigde Staten    | Los Angeles Lakers     |
| 2011/12 | Pau Gasol        | Spanje              | Los Angeles Lakers     |
| 2012/13 | Kenneth Faried   | Verenigde Staten    | Denver Nuggets         |
| 2013/14 | Luol Deng        | Verenigd Koninkrijk | Cleveland Cavaliers    |
| 2014/15 | Joakim Noah      | Frankrijk           | Chicago Bulls          |
| 2015/16 | Wayne Ellington  | Verenigde Staten    | Brooklyn Nets          |
| 2016/17 | LeBron James     | Verenigde Staten    | Cleveland Cavaliers    |
| 2017/18 | J.J. Barea       | Puerto Rico         | Dallas Mavericks       |
| 2018/19 | Damian Lillard   | Verenigde Staten    | Portland Trail Blazers |
| 2019/20 | Malcolm Brogdon  | Verenigde Staten    | Indiana Pacers         |
| 2020/21 | Niet uitgereikt  | Niet uitgereikt     | Niet uitgereikt        |
| 2021/22 | Niet uitgereikt  | Niet uitgereikt     | Niet uitgereikt        |
| 2022/23 | Stephen Curry    | Verenigde Staten    | Golden State Warriors  |
| 2023/24 | CJ McCollum      | Verenigde Staten    | New Orleans Pelicans   |

## Winnaars per club
| Aantal | Club                   | Jaar                         |
| ------ | ---------------------- | ---------------------------- |
| 5      | Detroit Pistons        | 1978, 1982, 1987, 1994, 2008 |
| 4      | Los Angeles Lakers     | 1986, 1992, 2011, 2012       |
| 4      | Cleveland Cavaliers    | 1980, 2005, 2014, 2017       |
| 4      | Portland Trail Blazers | 1993, 1996, 1999, 2019       |
| 3      | Atlanta Hawks          | 1990, 1995, 1998             |
| 3      | Philadelphia 76ers     | 1983, 2001, 2010             |
| 3      | Denver Nuggets         | 1985, 1988, 2013             |
| 2      | Washington Bullets     | 1975, 1977                   |
| 2      | New York Knicks        | 1981, 1986                   |
| 2      | Utah Jazz              | 1984, 1989                   |
| 2      | Miami Heat             | 1997, 2002                   |
| 2      | Phoenix Suns           | 1991, 2007                   |
| 2      | Houston Rockets        | 1979, 2009                   |
| 2      | Indiana Pacers         | 2004, 2020                   |
| 1      | Seattle SuperSonics    | 1976                         |
| 1      | Sacramento Kings       | 2000                         |
| 1      | San Antonio Spurs      | 2003                         |
| 1      | Minnesota Timberwolves | 2006                         |
| 1      | Chicago Bulls          | 2015                         |
| 1      | Brooklyn Nets          | 2016                         |
| 1      | Dallas Mavericks       | 2018                         |
| 1      | Golden State Warriors  | 2023                         |
| 1      | New Orleans Pelicans   | 2024                         |